# VK Altaï
VK Altaï est un club kazakhe de volley-ball fondé en 2005 et basé à Öskemen qui évolue pour la saison 2019-2020 en Championnat du Kazakhstan.

## Palmarès
- Championnat du Kazakhstan
  - Vainqueur : 2016, 2017[2]2018, 2019.
  - Finaliste : 2020.
- Supercoupe du Kazakhstan
  - Vainqueur : 2016[3]2017[4]
  - Finaliste : 2018, 2019.
- Coupe du Kazakhstan
  - Vainqueur : 2017[5]2018, 2019[6]
  - Finaliste : 2016.

## Effectifs

### Saison 2019-2020
| No                          | Nom                         | Date de naissance           | Taille                         | Poids                          | Poste                          |
| --------------------------- | --------------------------- | --------------------------- | ------------------------------ | ------------------------------ | ------------------------------ |
| 2                           | Sana Anarkulova             | 21 juillet 1989             | 189                            | 73                             | Réceptionneuse-attaquante      |
| 7                           | Zarina Sitkazinova          | 20 mars 1993                | 182                            | 70                             | Réceptionneuse-attaquante      |
| 8                           | Tatyana Fendrikova          | 23 février 1990             | 169                            | 55                             | Libero                         |
| 9                           | Natalia Charchakova         | 28 mars 1990                | 187                            | 74                             | Centrale                       |
| 10                          | Rebecca Perry               | 29 décembre 1988            | 191                            | 72                             | Réceptionneuse-attaquante      |
| 12                          | Ainagul Aizharikhova        | 4 septembre 1994            | 185                            | 65                             | Centrale                       |
| 13                          | Kristina Belova             | 29 novembre 1998            | 182                            | 72                             | Réceptionneuse-attaquante      |
| 14                          | Danica Radenković           | 9 octobre 1992              | 184                            | 70                             | Passeuse                       |
| 15                          | Madina Beket                | 6 novembre 1999             | 159                            | 51                             | Libero                         |
| 17                          | Olga Drobyshevska           | 22 septembre 1985           | 185                            | 75                             | Réceptionneuse-attaquante      |
| 18                          | Kristina Anikonova          | 5 janvier 1991              | 184                            | 72                             | Attaquante                     |
| 19                          | Diana Grokhotova            | 9 mai 1995                  | 182                            | 61                             | Centrale                       |
|                             |                             |                             |                                |                                |                                |
| Encadrement technique       | Encadrement technique       |                             | Légende                        | Légende                        | Légende                        |
| Entraîneur : Luca Chiappini | Entraîneur : Luca Chiappini | Entraîneur : Luca Chiappini | : Capitaine                    | : Capitaine                    | : Capitaine                    |
| Entraîneur(s) adjoint(s) :  | Entraîneur(s) adjoint(s) :  | Entraîneur(s) adjoint(s) :  | : Joueuse blessée actuellement | : Joueuse blessée actuellement | : Joueuse blessée actuellement |